# Campion spiniferus
Campion spiniferus är en insektsart som beskrevs av Christine Lynette Lambkin 1986. Campion spiniferus ingår i släktet Campion och familjen fångsländor. Inga underarter finns listade i Catalogue of Life.